# 兹比格涅夫·什切普科夫斯基
兹比格涅夫·什切普科夫斯基（波蘭語：Zbigniew Szczepkowski，1952年5月4日—2019年2月4日），波兰自行车手。他参加了1976年夏季奥运会的团队追逐赛，最终队伍于四分之一决赛被淘汰，获得并列第五名。